# Krysowa
Krysowa (840 m n.p.m.) – szczyt w Bieszczadach Zachodnich.
Położony jest w grzbiecie odbiegającym ze Smereka na północ, pomiędzy Wysokim Berdem (968 m n.p.m.) na południu a Siwarną (924 m n.p.m.) na północy. Z wierzchołka odchodzi w kierunku zachodnim, ku dolinie Wetliny boczne ramię ograniczone dolinami dwóch potoków: Kobylskiego od południa oraz nienazwanego od północy. U jego podnóża, nad Wetliną, na terenie dawnej wsi Jaworzec, znajduje się schronisko PTTK. Wschodnie zbocza opadają do doliny Tworylczyka będącego dopływem Sanu. Masyw jest zalesiony z wyjątkiem kilku polan usytuowanych na zachód od kulminacji. Grzbietem przebiega granica Bieszczadzkiego Parku Narodowego (po stronie wschodniej) z Ciśniańsko-Wetlińskim Parkiem Krajobrazowym (po stronie zachodniej).
Na szczycie jest węzeł szlaków turystycznych.

## Piesze szlaki turystyczne
zielony Terka – Połoma – Bukowina – Siwarna – Krysowa
- z Terki 3.35 h (↓ 3.10 h); z Bukowiny 0.45 h (↑ 0.55 h)

 czarny Jaworzec – Krysowa – Wysokie Berdo – Przełęcz Orłowicza
- z Jaworca 1.15 h (↓ 0.55 h)
- z Przełęczy Orłowicza 1.10 h (↑ 1.35 h)